# Drakes Branch
|  | Dieser Artikel wurde aufgrund von inhaltlichen Mängeln auf der Qualitätssicherungsseite des Projektes USA eingetragen. Hilf mit, die Qualität dieses Artikels auf ein akzeptables Niveau zu bringen, und beteilige dich an der Diskussion! Eine nähere Beschreibung der zu behebenden Mängel fehlt. |

Drakes Branch ist eine Ortschaft im Charlotte County im US-Bundesstaat Virginia. Das U.S. Census Bureau hat bei der Volkszählung 2020 eine Einwohnerzahl von 533  auf einer Fläche von 10,7 km² ermittelt. Die Bevölkerungsdichte liegt bei 50 Einwohnern pro km².